# Opel Mokka
Opel Mokka (укр. Опель Мокка) — міні-кросовер, створений німецькою компанією Opel. З 2016 по 2021 роки називався Opel Mokka X.
В 2020 році представили друге покоління моделі, а також електромобіль Opel Mokka-e.

## Перше покоління (2012—2021)

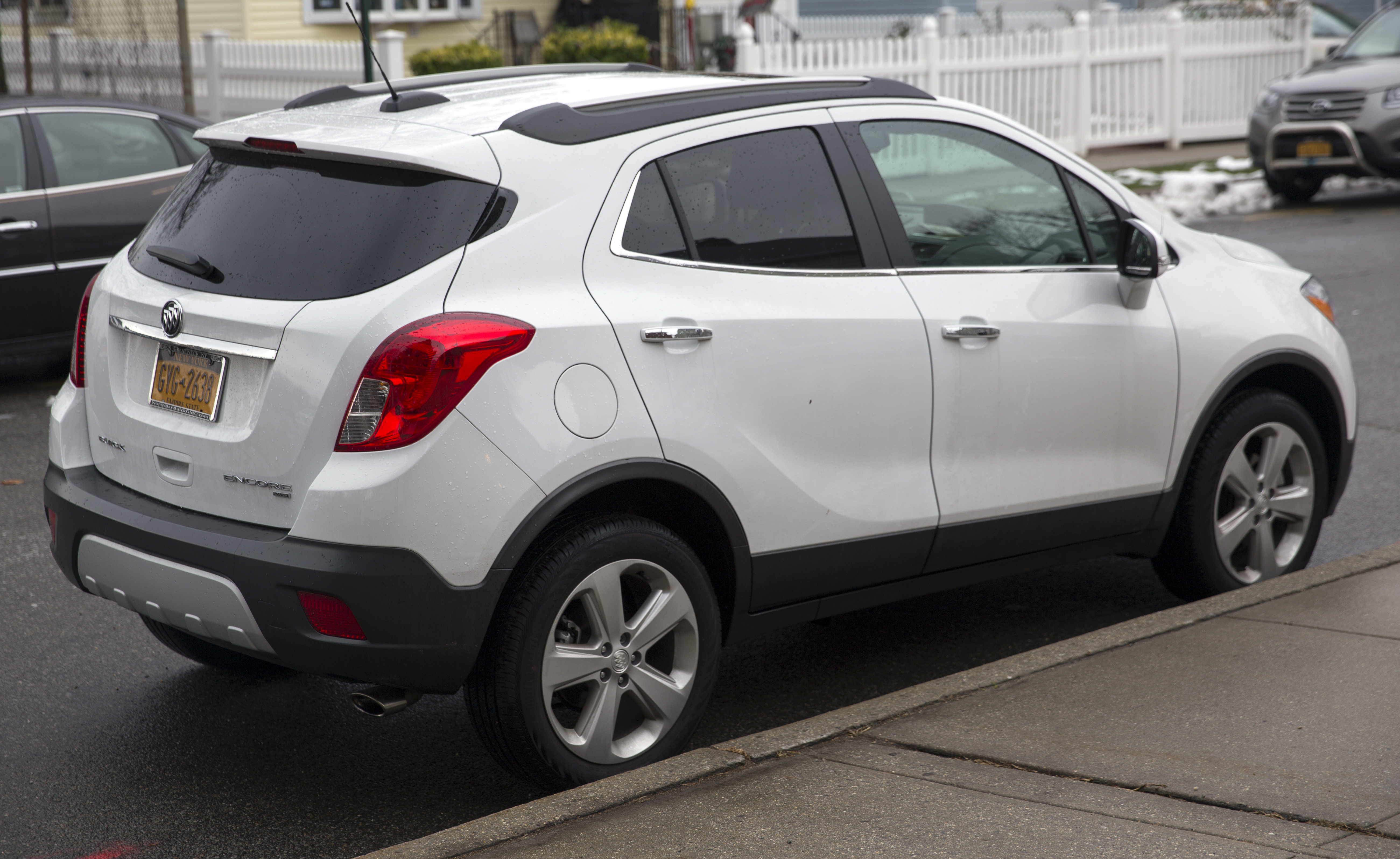
Opel Mokka 1.4 Turbo ecoFLEX Innovation (2012—2016)

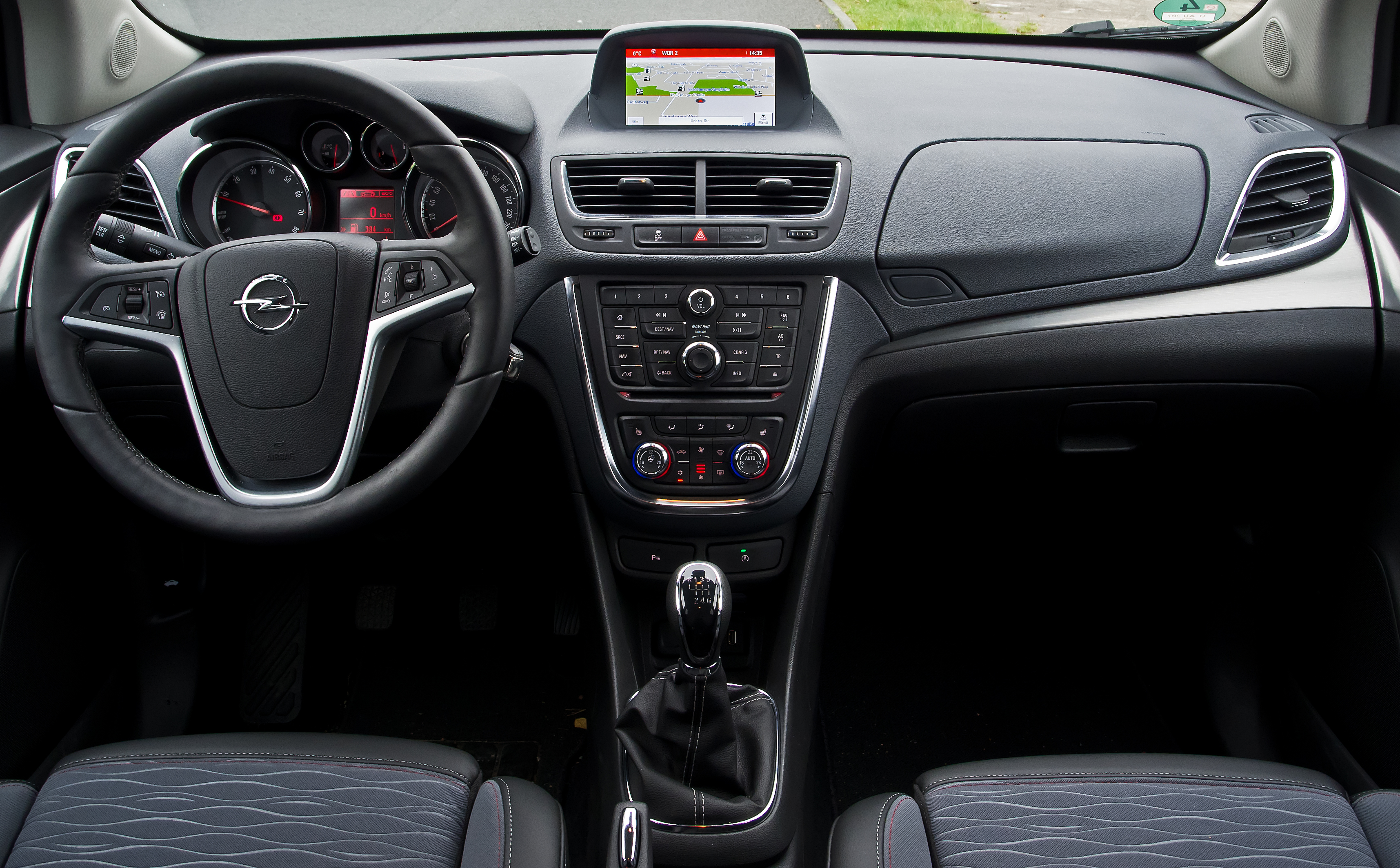
Opel Mokka

Автомобіль вперше показаний на Женевському автосалоні 2012 року. Продажі почалися в 2012 році. Автомобіль зайняв місце нижче Opel Antara в лінійці автомобілів Opel.
У стандартній комплектації має передній привід, однак у більш багатих з'являється повний привод, що підключається. Назва походить від арабського найменування сорту кави.
Мокка побудована на платформі Gamma II і доступний в трьох варіантах двигуна: 1,6-літровий бензиновий двигун потужністю 115 к.с. (84 кВт), 1,4-літровий бензиновий двигун з турбонаддувом потужністю 140 к.с. (103 кВт) і 1,7-літровий турбодизель CDTI потужністю 130 к.с. (95 кВт). 6-ступінчаста механічна коробка передач є стандартною, проте версія з 1,7-літровим двигуном має опциональну 6-швидкісну АКПП. Всі версії з механічною коробкою передач мають систему старт-стоп. Повнопривідні версії мають розумну систему 4x4: при звичайних умовах вони передньопривідні, проте якщо буде помічений занос або ковзання, 50 % крутного моменту буде передаватися на задній міст.
З огляду на те, що Opel Mokka — це кросовер, він досить компактний з точки зору зовнішніх розмірів. Його довжина становить трохи менше 4,3 м, ширина — 1,8 м, висота — 1,6 м. Привабливий зовнішній вигляд даної моделі балансує між строгим і суворим дизайном Yeti і більш мужнім образом Qashqai. Як і слід було очікувати, обшивка кузова виконана з міцного пластику, дно обшите захисними пластинами, а кліренс збільшений. Все разом повністю відповідає стандартам образу позашляховика. На передній частині кузова розміщується смілива збільшена хромована решітка радіатора і великі стрілоподібні фари. У базовій комплектації представлені 17-дюймові литі диски (18- і 19-дюймові доступні як опція залежно від вибору двигуна).
Якщо скласти спинки задніх сидінь, вийде до 1372 літрів, а щоб поклажу розмістити максимально ефективно, фахівці Opel передбачили 19 речових відділень. В якості опції можна замовити ще і систему кріплення велосипедів Flex-Fix. Крім того, Мокка отримав систему допомоги водієві на базі фронтальної камери Opel Eye і камери заднього виду. При установці такої системи водієві відкривається цілий ряд функцій, включаючи систему попередження про вихід із займаної смуги руху (LDW) і систему розпізнавання дорожніх знаків другого покоління. З іншого обладнання кросовера необхідно відзначити систему динамічної стабілізації (ESC), противобуксовочную систему (TC), а також технології, що підвищують рівень комфорту і безпеки при русі по бездоріжжю.
В США і Китаї автомобіль продається під назвою Buick Encore, а у Великій Британії під назвою Vauxhall Mokka.
Конкурентами моделі є Peugeot 2008, Renault Captur i Ford EcoSport.
У 2013 році для російського ринку представили Opel Mokka з атмосферним бензиновим двигуном 1,8 л потужністю 140 к.с.
У 2014 році дебютував більш потужний та економічний турбодизель 1,6 л CDTI потужністю 136 к.с.
У 2015 році дебютував економічний турбодизель 1,6 л CDTI потужністю 110 к.с.

### Opel Mokka X

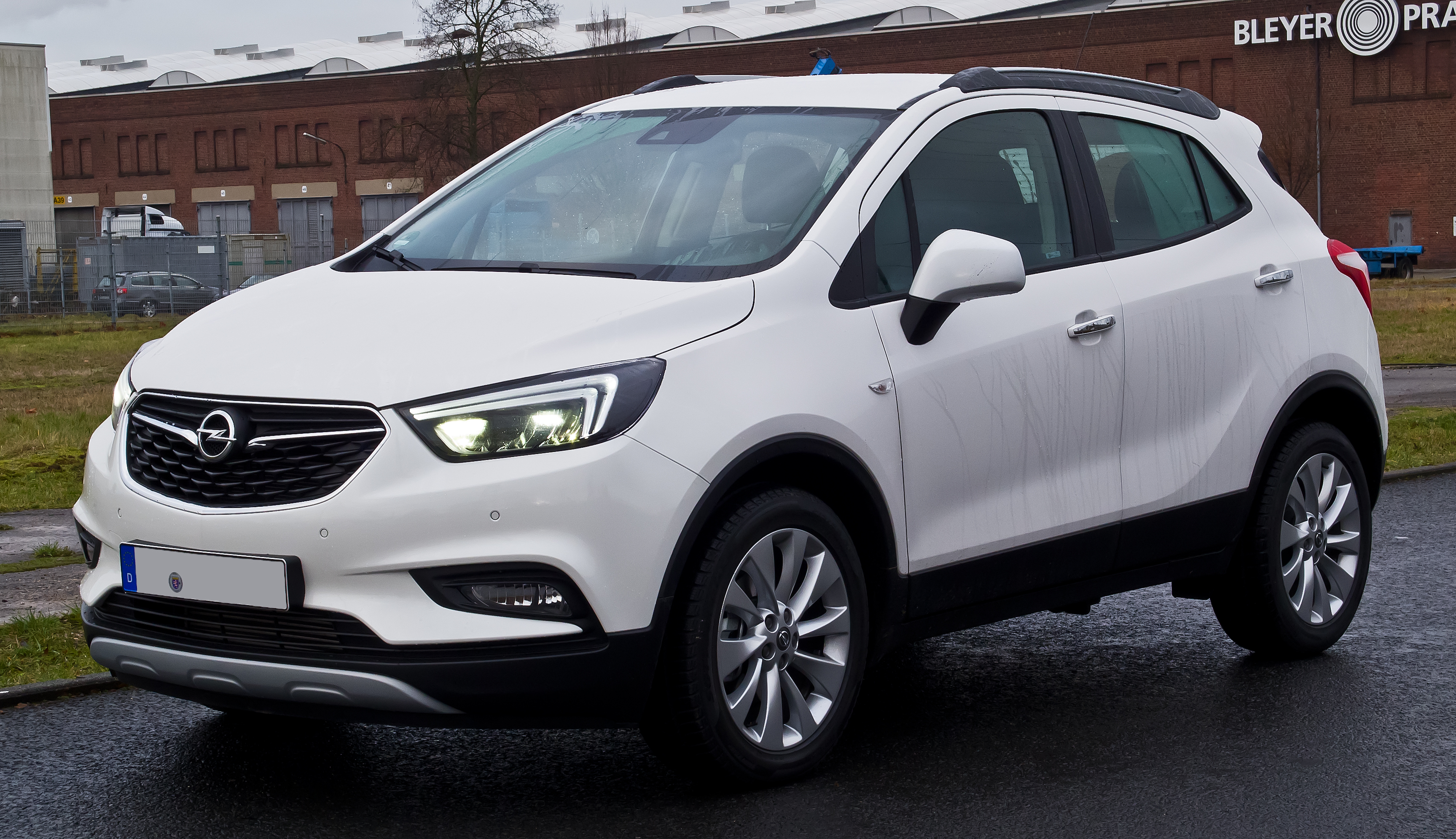
Opel Mokka X (з 2016)

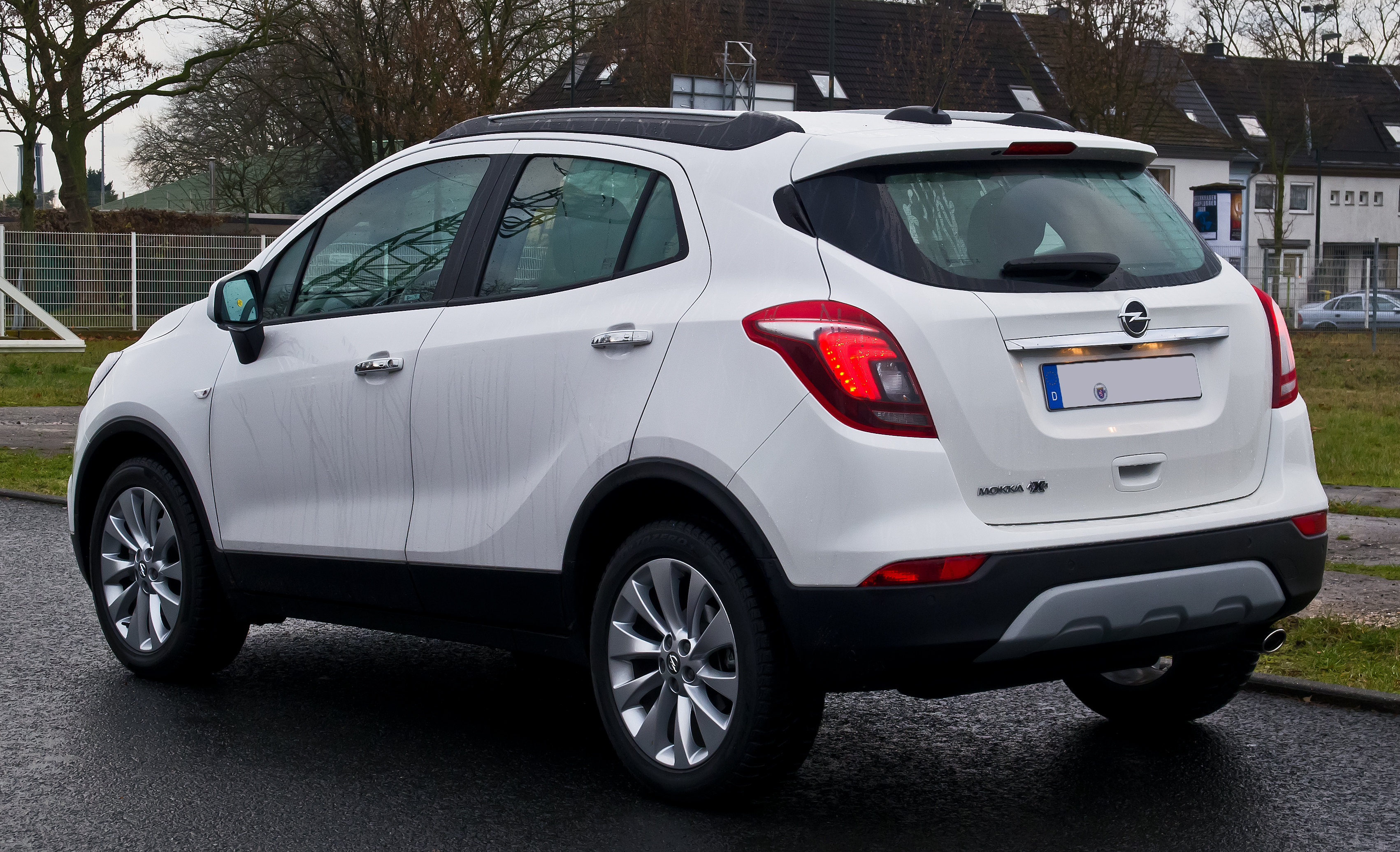
Opel Mokka X (з 2016)

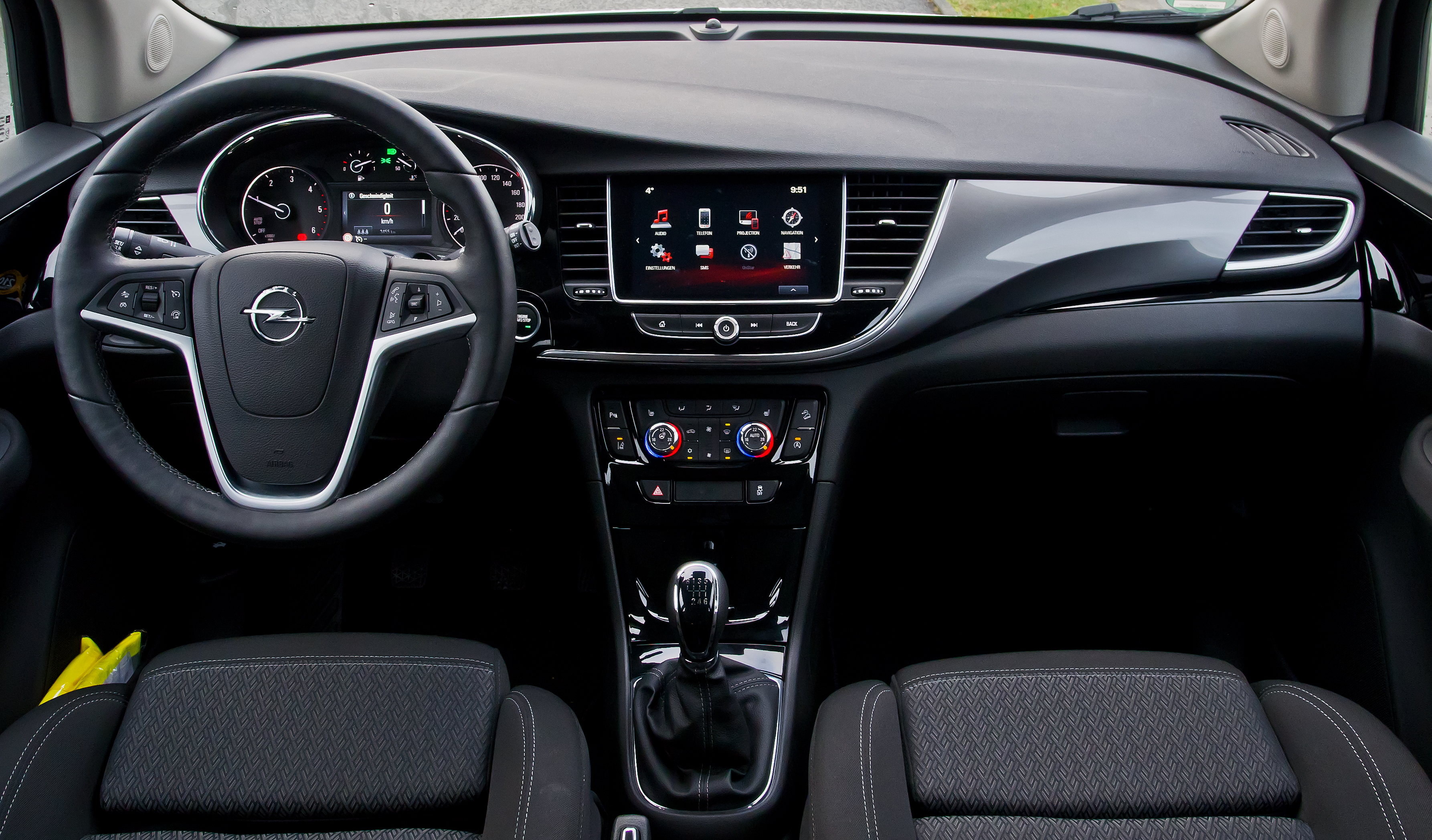
Opel Mokka X (з 2016)

На Женевському автосалоні в березні 2016 року, був представлений модернізований варіант Mokka, який тепер називається Mokka X. Крім того з'явився новий 1,4-літровий бензиновий двигун потужністю 152 к.с. (112 кВт), 6-ступінчаста автоматична коробка передач і адаптивний повний привід.
24 вересня 2016 року новинка надійшла у продаж під назвою Opel Mokka X. В ході оновлень була змінена передня частина автомобіля (змінені фари, решітка радіатора, бампер) та перероблений салон. Розробники додали в палітру кольорів забарвлення кузова два нові варіанти (Amber Orange і Absolute Red), в списку опцій з'явилися адаптивні світлодіодні фари AFL LED з дев'ятьма шаблонами освітлення — від міського руху до маневрування з підсвічуванням поворотів.
Отримала Mokka X і новим поколінням фронтальної камери Opel Eye, яка працює в зв'язці з вищезгаданими адаптивними фарами, а також з системами безпеки, такими як стеження за розміткою і контролю дистанції до автомобіля попереду. Піддалася модернізації і мультимедійна система IntelliLink. Тепер вона підтримує інтерфейси Apple CarPlay і Android Auto. А серед опцій, раніше недоступних для цієї моделі, варто виділити безключовий доступ в салон і кнопку запуску двигуна.

### Двигуни
| Модель                     | Код двигуна    | Об'єм см³ | Циліндри/ Клапани | Потужність кВт (к.с.) при об/хв | Крутний мемент Нм при об/хв | Роки виробництва |           |
| Бензинові                  | Бензинові      | Бензинові | Бензинові         | Бензинові                       | Бензинові                   | Бензинові        | Бензинові |
| -------------------------- | -------------- | --------- | ----------------- | ------------------------------- | --------------------------- | ---------------- | --------- |
| 1.6 Ecoflex                | A16XER         | 1598      | 4/16              | 85 (115) / 6000                 | 155 / 4000                  | 06/2012-03/2018  |           |
| 1.4 турбо Ecoflex          | D14NEL         | 1364      | 4/16              | 88 (120) / 4800—6000            | 175 / 2000—2250             | з 03/2018        |           |
| 1.4 турбо Ecoflex          | A14NET, B14NET | 1364      | 4/16              | 103 (140) / 4900—6000           | 200 / 1850—4900             | з 06/2012        |           |
| 1.8 (Росія)                | A18XER         | 1796      | 4/16              | 103 (140) / 6200                | 178 / 3800                  | 04/2013-08/2015  |           |
| 1.4 Direct Injection Turbo | B14XFT         | 1364      | 4/16              | 112 (152) / 5000—5600           | 235 / 1850—4900             | 09/2016-06/2018  |           |
| Дизельні                   |                |           |                   |                                 |                             |                  |           |
| 1.6 CDTI (Ecoflex)         | B16DTL         | 1598      | 4/16              | 81 (110) / 3500—4000            | 300 / 1750—2000             | з 06/2015        |           |
| 1.6 CDTI (Ecoflex)         | B16DTH         | 1598      | 4/16              | 100 (136) / 3500—4000           | 320 / 2000                  | з 12/2014        |           |
| 1.7 CDTI (Ecoflex)         | A17DTS         | 1686      | 4/16              | 96 (130) / 4000                 | 300 / 2000—2500             | 06/2012-12/2014  |           |

### Buick Encore

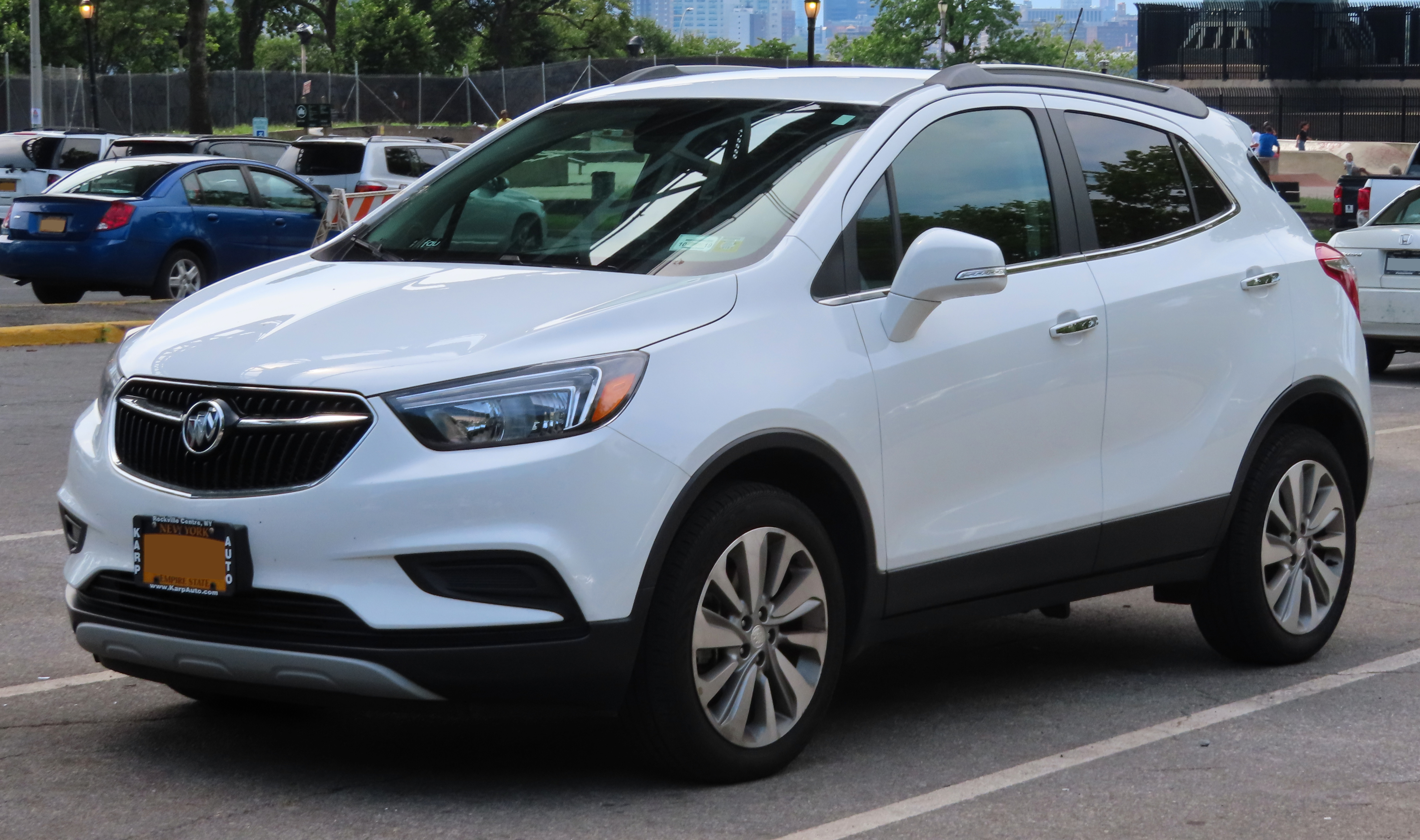
Buick Encore фейсліфт

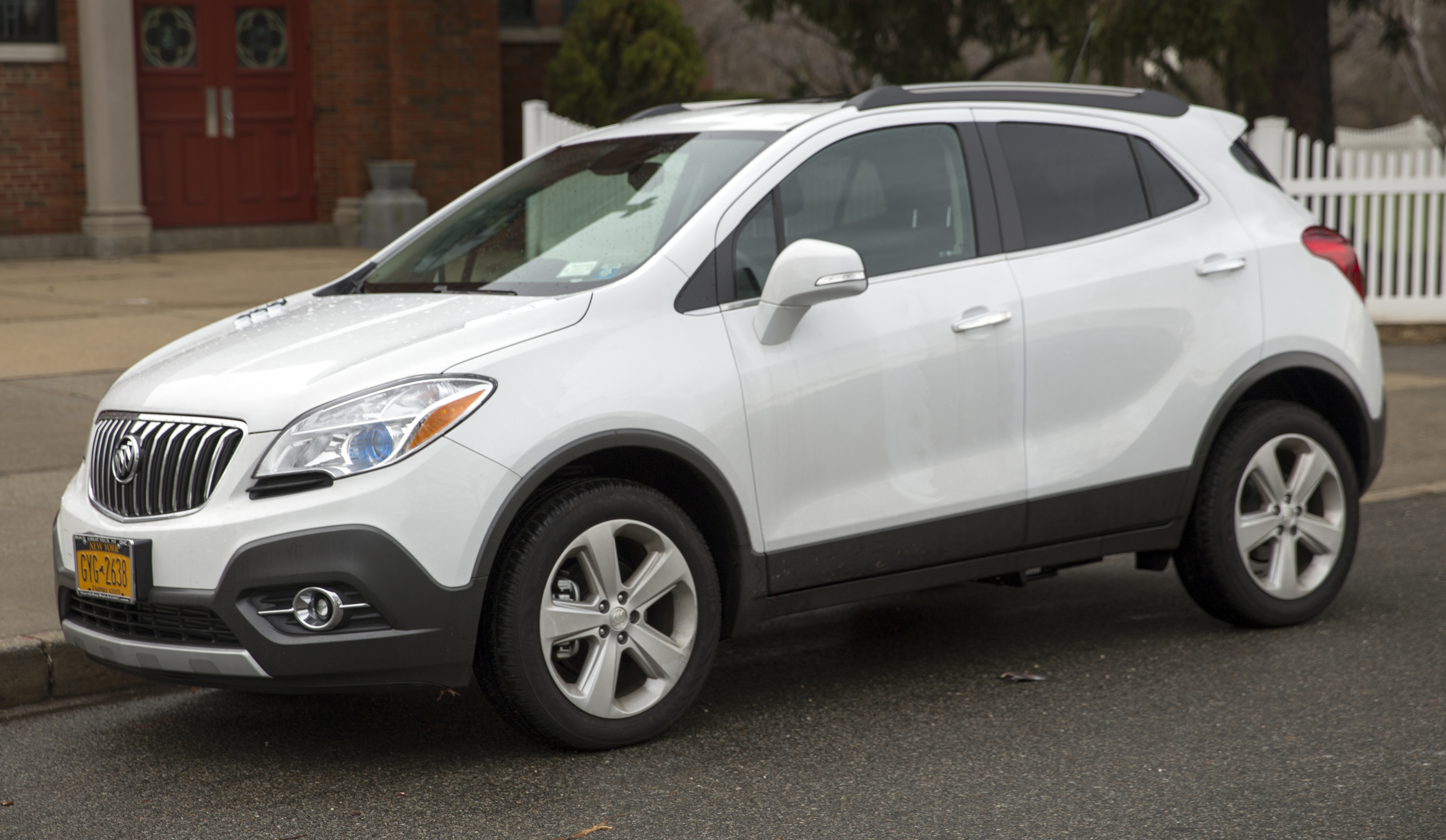
Buick Encore

Ребеджірована і дещо змінена версія автомобіля Opel Mokka — Buick Encore — була представлена 9 січня 2012 року на Північноамериканському міжнародному автосалоні. Він розташований на щабель нижче середньорозмірного Buick Envision і комплектується тільки 1,4-літровим бензиновим турбодвигуном потужністю 140 к.с. Ім'я Encore раніше вже використовувалося AMC/Renault на субкопактних автомобілях 1983—1987 років.

## Друге покоління (з 2021)

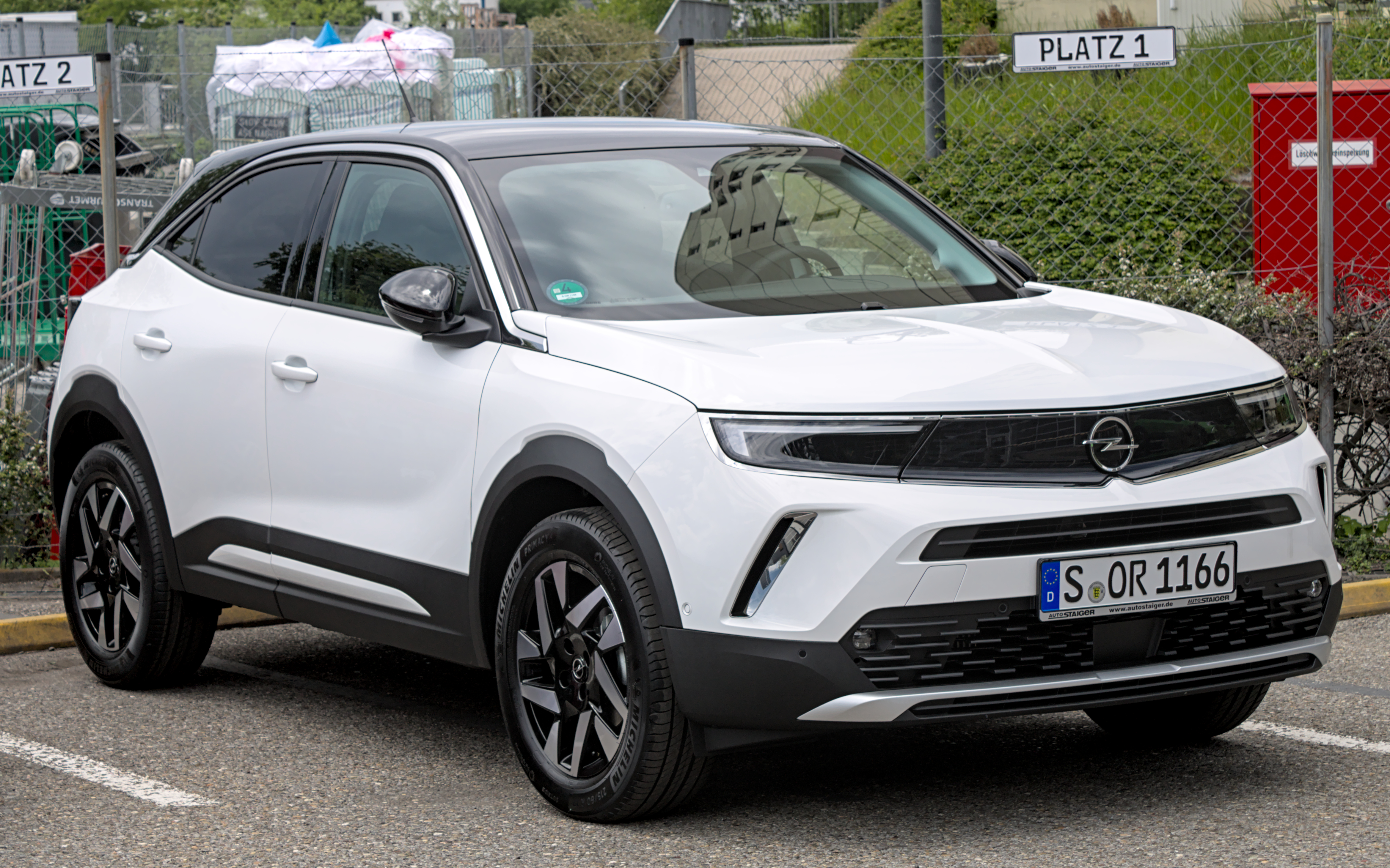
Opel Mokka B

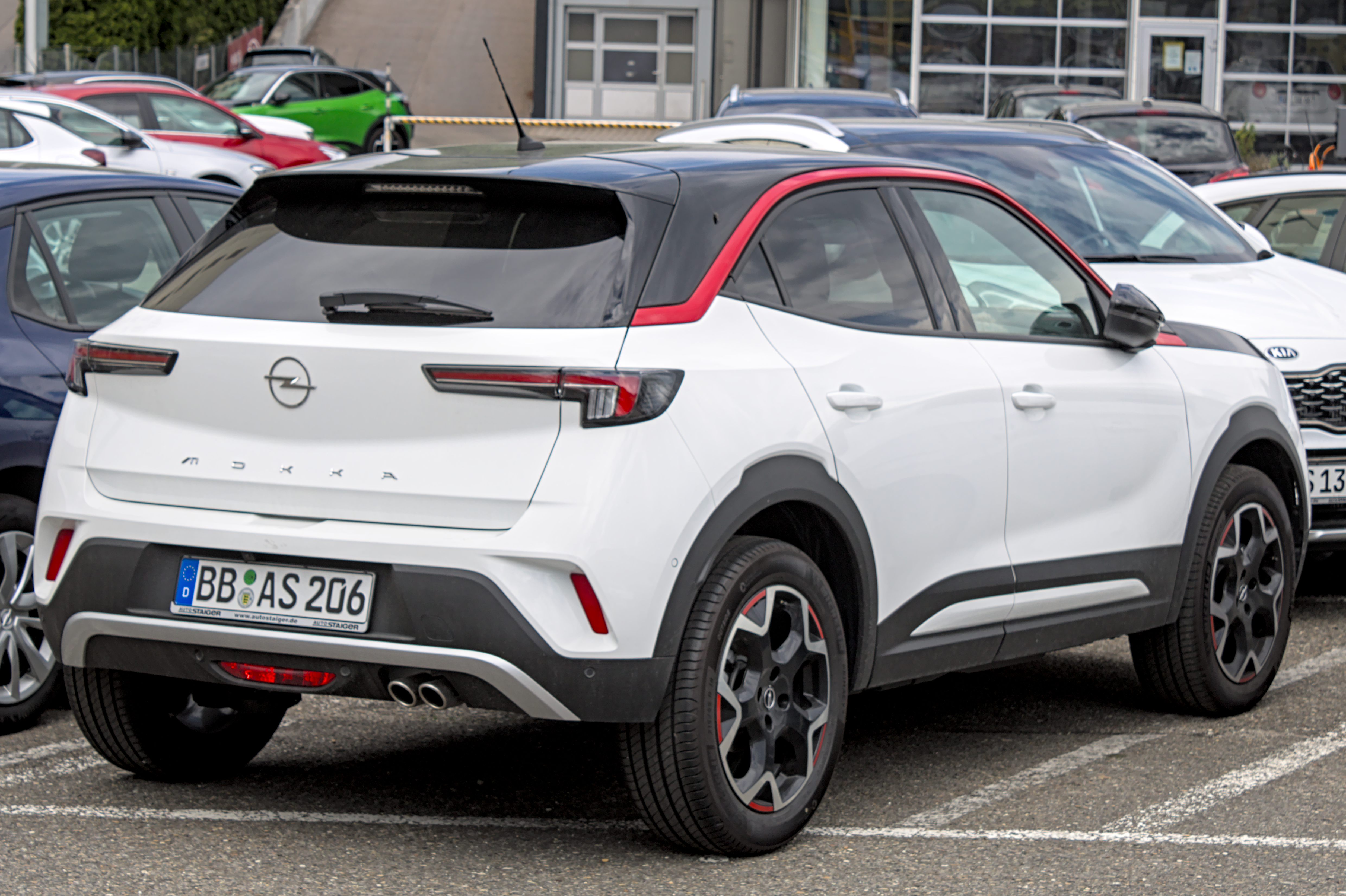
Opel Mokka B

У червні 2020 року дебютувало друге покоління моделі. Новий Opel Mokka випускається на заводі Пуассі у Франції. Кросовер збудовано на платформі Common Modular Platform (CMP), яка лежить в основі Peugeot 208/2008, Opel Corsa та DS3 Crossback. Автомобіль отримав багато рішень від концепту Opel GT X.
Довжина при зміні покоління зменшилась з 4,28 м до 4,15 м, а колісна база майже не змінилась.
Вага автомобіля зменшилась на 120 кг, а жорсткість кузова збільшилася на 30 %.

### Opel Mokka-e

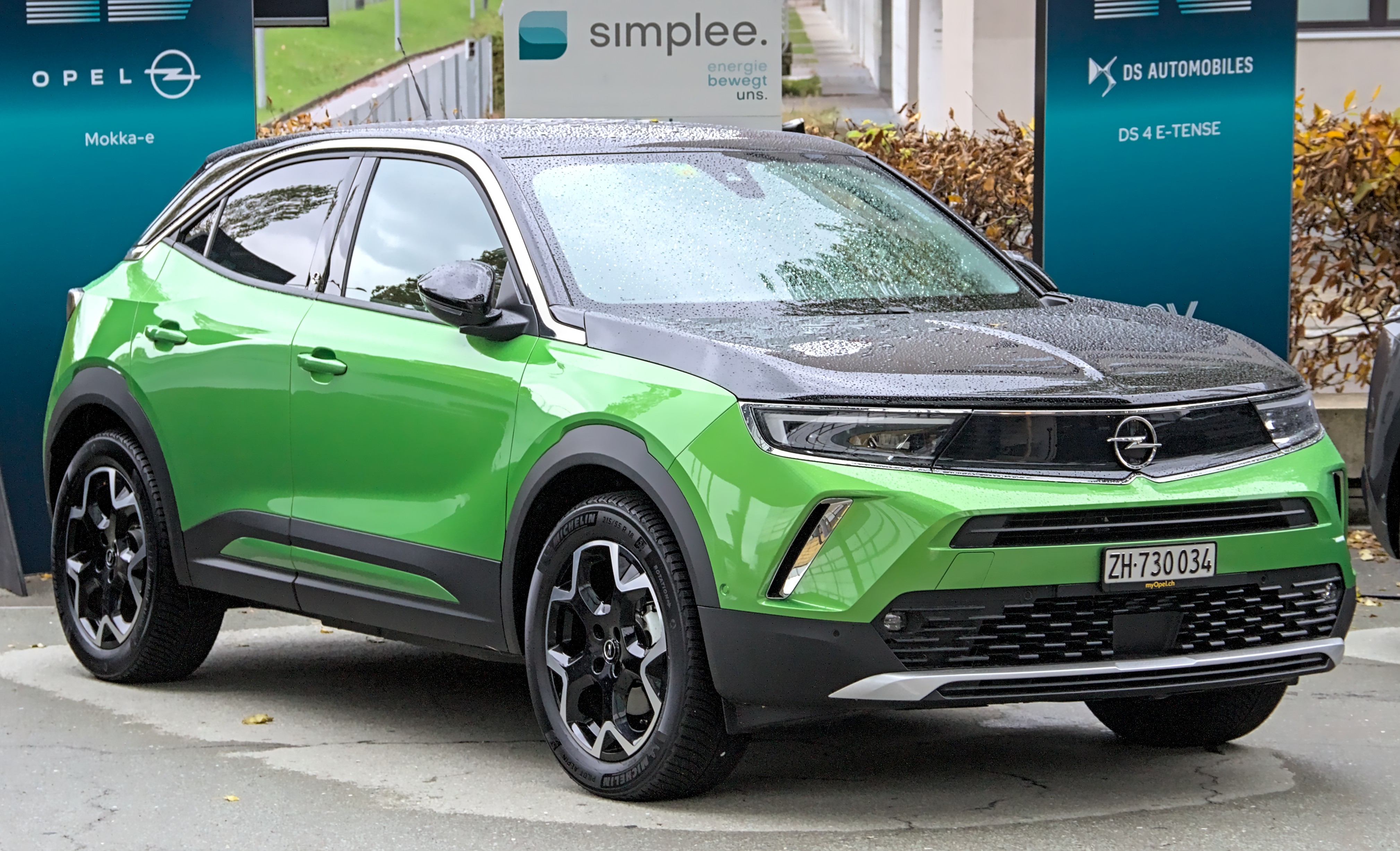
Opel Mokka-e

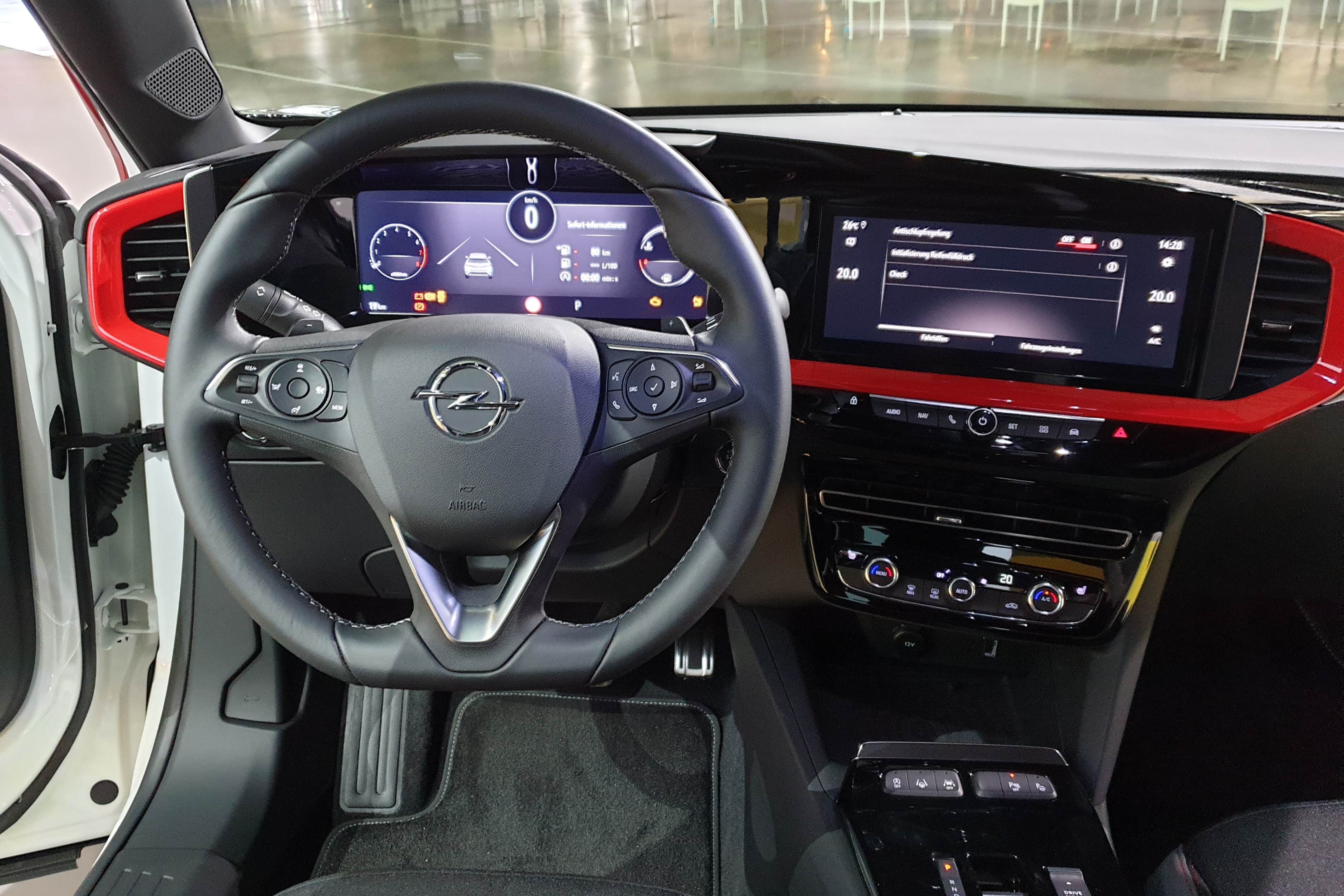

Вперше в історії Opel, новинка Mokka буде спочатку доступна в повністю електричній версії — з початку виробництва моделі.
Електромобіль Opel Mokka-e пропонує максимальну потужність 100 кВт (136 к.с.) і крутний момент 260 Нм. Максимальна швидкість обмежена електронікою на позначці 150 км/год (для збереження оптимального запасу ходу), а завдяки акумулятору ємністю 50 кВт, електромобіль пропонує запас ходу до 322 кілометрів (за циклом WLTP) в «Нормальному» режимі руху.

### Двигуни
Бензинові
- 1.2 Turbo EB2ADTD І3 100 к.с.
- 1.2 Turbo EB2DTS І3 130 к.с.

Дизельний
- 1.5 DW5 BlueHDi I4 110 к.с.

Електричний
- e-136 136 к.с.

## Спорт

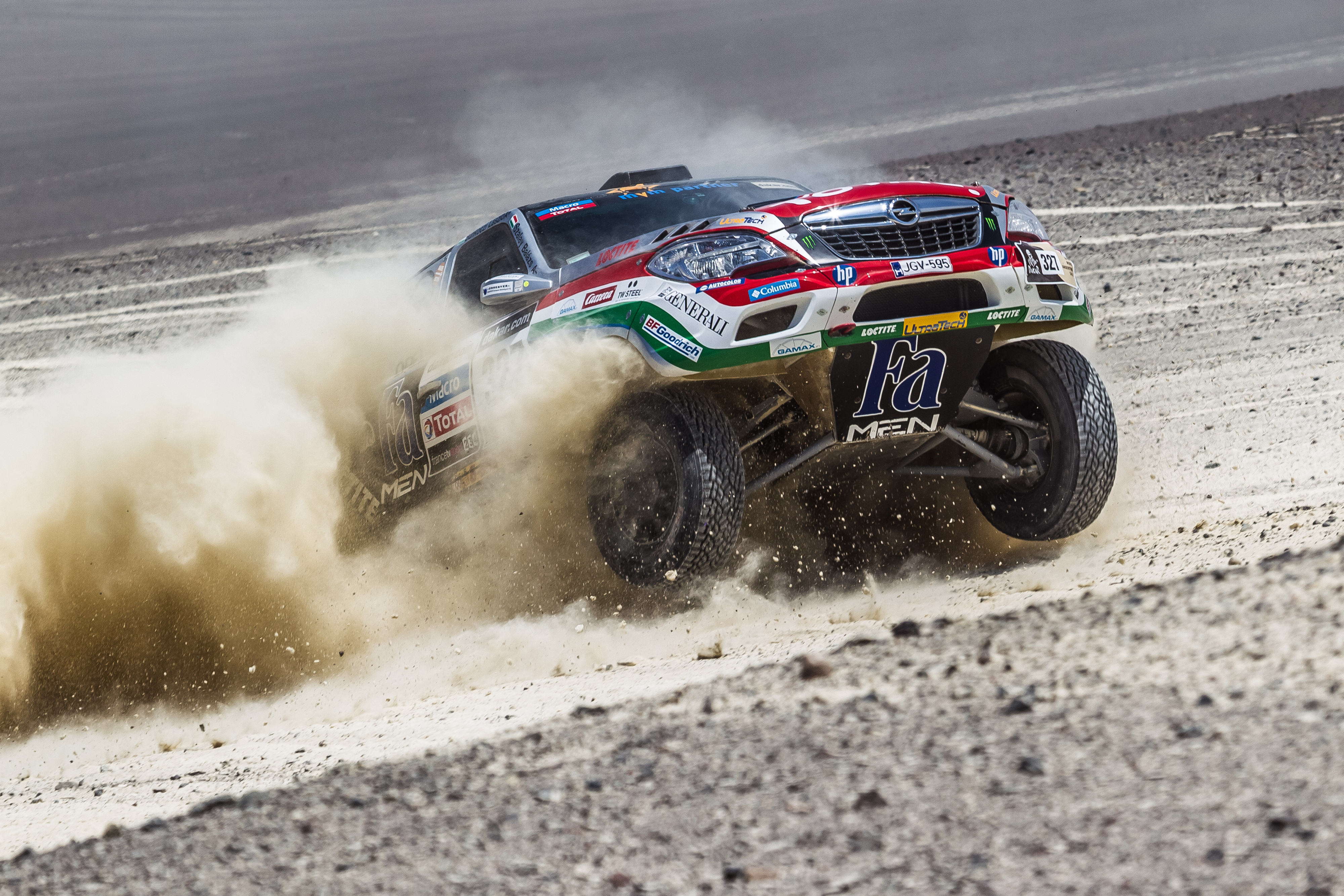
Opel Mokka на ралі Дакар 2013

Спеціально для ралі на розробили Opel Mokka Dakar. Підготовкою кросовера Mokka Dakar займалася угорська команда Opel-Team. З головних особливостей гоночного автомобіля — деякі кузовні компоненти з вуглепластика, підвіска з 25-сантиметровим ходом, бензобак об'ємом 520 л і мотор V8 об'ємом 6,2 л, що розвиває 340 к.с. і 660 Нм крутного моменту. Тяга передається на всі чотири колеса через 6-ступінчасту секвентальную коробку передач.

## Продажі
| рік  | Європа  |
| ---- | ------- |
| 2012 | 5,475   |
| 2013 | 70,768  |
| 2014 | 127,437 |
| 2015 | 163,246 |
| 2016 | 164,340 |
| 2017 | 169,886 |
| 2018 | 120,537 |
| 2019 | 79,693  |